# Ölschalter

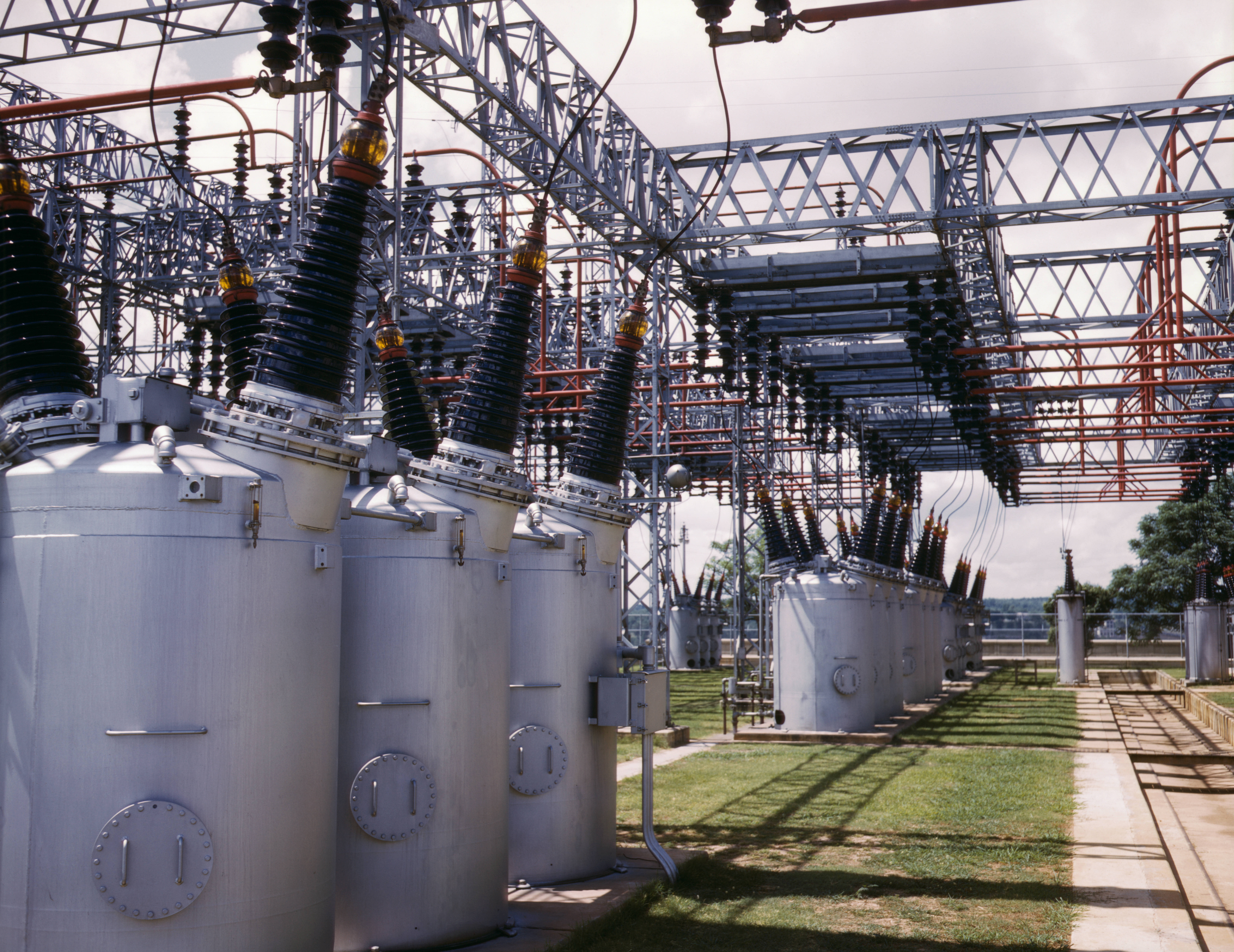
Historische Kesselölschalter, 1940er Jahre

Ölschalter sind Leistungsschalter, die bei Hochspannungsschaltanlagen im Bereich der elektrischen Energietechnik zum Einsatz kommen. Bei Ölschaltern befindet sich der Schalter in einem mit Öl gefüllten Gefäß, das Öl dient dabei zur Löschung des bei Schaltvorgängen auftretenden sehr heißen Schaltlichtbogens. Die ersten Ölschalter wurden 1895 von dem britischen Unternehmen Ferranti entwickelt.

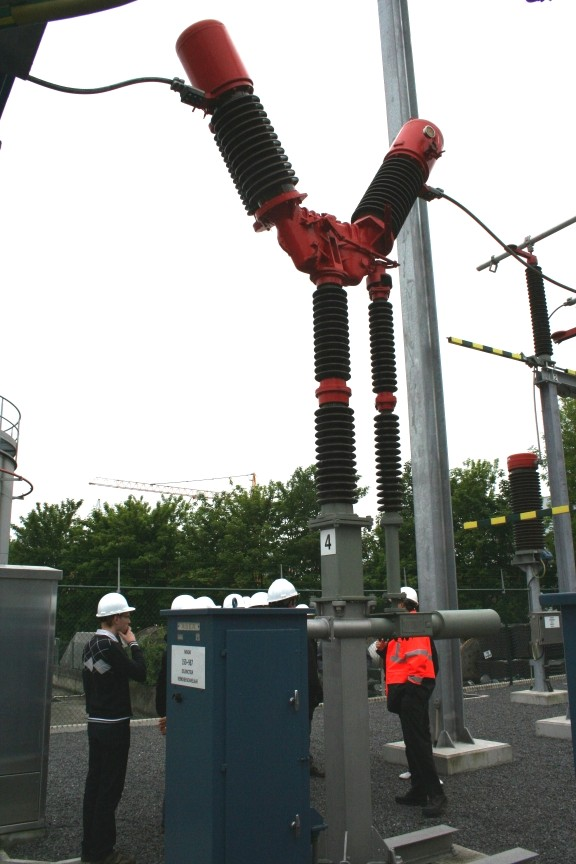
Ölarmer Leistungsschalter

Anfangs befanden sich der bzw. die Pole in einem mit Öl gefüllten Kessel. Das Öl dient dabei als Isolier- und als Löschmedium, wodurch große Mengen an Öl notwendig waren. In den 1930er Jahren wurde der ölarme Leistungsschalter entwickelt. Dieser ist einpolig ausgeführt, wobei sich jede Phase in einem eigenen Isolierstoffzylinder befindet. Das Öl dient nicht mehr zur Isolation. Er ist konstruktiv so gestaltet, dass beim Schalten das Öl in den Lichtbogen gespritzt wird. Dadurch wird der Lichtbogen durch das Öl nicht nur gekühlt, sondern gleichzeitig ausgeblasen. Leistungsschalter nach diesem Prinzip werden als Strömungsschalter bezeichnet. Verwendung findet dieses Prinzip auch in Hartgas-, Druckluft- und SF6-Leistungsschaltern. Seit den 1970er Jahren wird zunehmend Öl durch Schwefelhexafluorid (SF6) als Löschmedium ersetzt, unter anderem im SF6-Selbstblasschalter.

## Aufbau

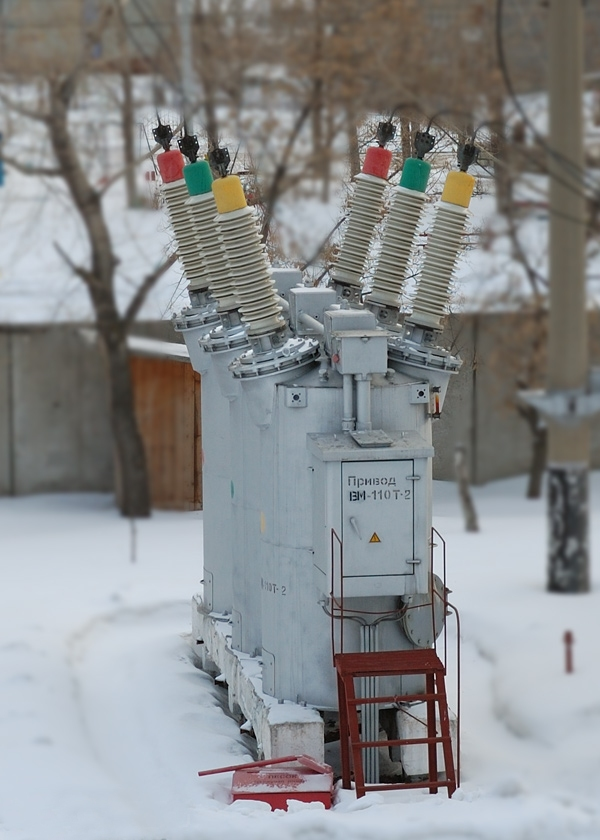
Ölschalter russischer Bauart für 110 kV

Die Schaltkammer und die Schaltkontakte befinden sich beim Ölkesselschalter vollständig unter Öl in einem luftdichten Kessel. Durch den Lichtbogen wird im Öl Wasserstoffgas bei hohem Gasdruck und mit sehr hoher Wärmeleitfähigkeit gebildet, welches dem Lichtbogen Wärme entzieht und so, neben den elektrisch isolierenden Eigenschaften des Öls und durch den hohen Gasdruck geringe mittlere freie Weglänge für Ladungsträger, zur Löschung führt. Das Öl muss als Verbrauchsmittel laufend erneuert werden um die bei den Schaltvorgängen entstehenden Zersetzungsprodukte und Verunreinigungen im Öl zu beseitigen.

## Gefahren
Anfang des 20. Jahrhunderts waren Ölschalter die einzigen verfügbaren Leistungsschalter mit vergleichsweise hoher Kurzschlussleistung um auch Kurzschlussströme in den damals neu entstandenen elektrischen Energienetzen sicher ausschalten zu können. Bei hohen Schaltströmen kann durch den Schaltlichtbogen soviel Öl verdampfen, dass es in dem gasdichten Kessel zu einem Überdruck kommt. Wenn das Öldruckgefäß dem Gasdruck im Inneren nicht standhält kommt es zu einem Gasaustritt, unter anderem von dem durch den Lichtbogen gebildeten Wasserstoff, welcher in Kombination mit dem Luftsauerstoff explosives Knallgas bildet. Dadurch wurden die in der Anfangszeit der elektrischen Schalttechnik gefürchteten Ölschalterexplosionen ausgelöst, die zu einer Zerstörung der elektrischen Anlage und Beschädigung umliegender Gebäude führen konnten.